# Dvotrosni kukmak
Dvotrosni kukmak (domače ime šampijon, znanstveno ime Agaricus bisporus) je gliva iz rodu kukmak (Agaricus).
Je najbolj pogosto gojena goba.

### Značilnosti
Klobuk ima v premeru 4–10 cm, mlad je bele ali rjave barve, kasneje potemni. Na začetku je gladek, kasneje se površina rahlo natrga v manjše luskice. Najprej je polkroglast, kasneje se razpre in izravna.
Lističi so najprej rožnato beli, kasneje potemnijo in postanejo čokoladno rjavi z belo ostrinko.
Bet je bel in valjaste oblike z zadebeljenim dniščem. Obroček je bele barve, tanek, na robu rahlo odebeljen. Nahaja se v srednjem delu beta. Na zgornji strani je progast.
Meso je belo in čvrsto. Na prerezu ne spreminja barve. Prijetnega vonja in okusa.

### Podobne vrste
- karbolni kukmak (Agaricus xanthodermus) je strupen, ima vonj po karbolu in se na prerezu hitro obarva rumeno.
- travniški kukmak (Agaricus campestris) je užiten, ima minljiv obroček in tanjši bet, ki v dnišču ni zadebeljen.[2]

### Razširjenost in življenjski prostor
Razširjena je po vsem svetu in uspeva po dežju na dobro pognojenih poljih in travnatih površinah, od pozne pomladi do jeseni.

### Uporabnost
Užiten tudi surov. Umetno ga gojijo po vsemu svetu.
Joseph Pitton de Tournefort je leta 1707 prvi znanstveno opisal umetno gojenje dvotrosnega kukmaka. Prvotno gojenje je bilo nezanesljivo, saj so pridelovalci gob izkopali micelij gob iz polj, kjer so dobro obrodile in jih ponovno zasadili v gredice s kompostiranim gnojem ali cepili opeke iz stisnjene stelje, ilovice in gnoja. Tak način pridelave je bil uspešen le, če se podlaga ni okužila z neželenimi organizmi. Leta 1893 so na Pasteurjevemu inštitutu odkrili princip sterilnih čistih kultur in proizvedli micelij za gojenje na kompostiranem konjskem gnoju.

### Mikroskopske značilnosti
Trosni prah je vijolično rjav. Trosi so elipsasti, gladki, velikost: 5,0–7,0 × 4,5–5,5 µm.
Basidiji nosijo po dva trosa, v nasprotju z večino prostotrosnic, ki nosijo po 4 trose.